# Iphinoe sagamiensis
Iphinoe sagamiensis är en kräftdjursart som beskrevs av Gamo 1958. Iphinoe sagamiensis ingår i släktet Iphinoe och familjen Bodotriidae. Inga underarter finns listade i Catalogue of Life.